# Phyllachora adolphiae
Phyllachora adolphiae är en svampart som beskrevs av Ellis & Kellerm. 1904. Phyllachora adolphiae ingår i släktet Phyllachora och familjen Phyllachoraceae.   Inga underarter finns listade i Catalogue of Life.